# Tranvía de Praga
La red de tranvías de Praga es la mayor red de este tipo en la República Checa , que consta de 142,4 km de vía,, 931 tranvías,, y 25 rutas diurnas y 9 rutas nocturnas, más una histórica Con una longitud total de las rutas de 518 km. Es operado por Dopravní podnik hlavního města Prahy (Compañía de Transporte Público de Praga), una compañía pública de la ciudad de Praga. El sistema de tranvías de Praga (incluido el funicular de Petřín) sirvió a 324,2 millones de pasajeros en 2012, frente a los 312,9 millones de pasajeros en 2011. La primera línea de tranvía de Praga fue inaugurada en 1875 y el primer tranvía eléctrico funcionó en 1891.

## Red actual de tranvías
Desde el 25 de marzo de 2017, la red de tranvías de Praga está conformada por:
- 25 rutas diurnas, que están numeradas del 1 al 26 (excluyendo el 19). La ruta 23 es operada por los antiguos tranvías Tatra T3 sin modificación, como transporte turístico
- 9 rutas nocturnas, numeradas del 91 a 99 a partir del 29 de abril de 2017
- 1 ruta histórica, número 41,en servicio entre abril y octubre, fines de semana solamente.

La mayoría de las líneas funcionan desde las 4:30 hasta la 1:00 del día siguiente. Algunas líneas solo se ejecutan en horasy días seleccionados normalmente días laborables) o horas punta.

### Tranvías nocturnos

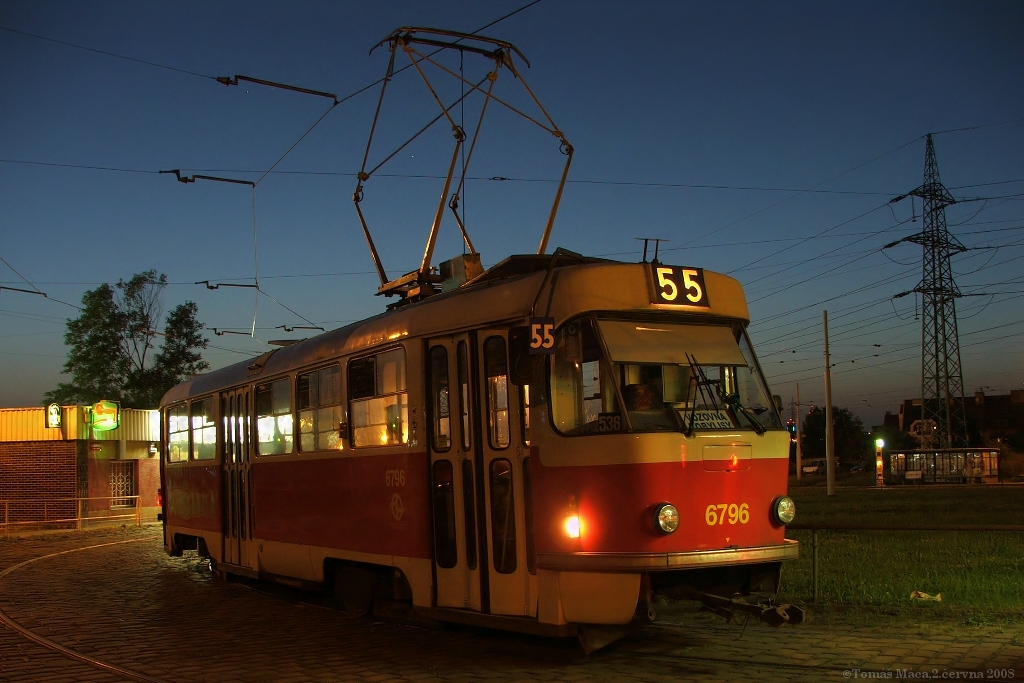
Tatra T3 de la antigua ruta nocturna 55

Los tranvías nocturnos funcionan entre la medianoche y las 5:00 o las 6:00. Sus rutas son diferentes de las diarias, ya que en la noche los tranvías tienen que sustituir al metro. Todas las líneas convergen en Lazarská en el centro de la ciudad, aunque existen otros intercambios. En Lazarská, los pasajeros pueden cambiar entre todas las rutas en 5 minutos, aunque los servicios individuales solo se ejecutan una vez cada 30 minutos. Los tranvías que operan en las líneas nocturnas comienzan sus turnos alrededor de las 8:00 PM en líneas de día normales, cambiando sus rutas a medianoche y regresando a sus depósitos al comienzo de las operaciones normales.

## Historia

### Tranvía animal

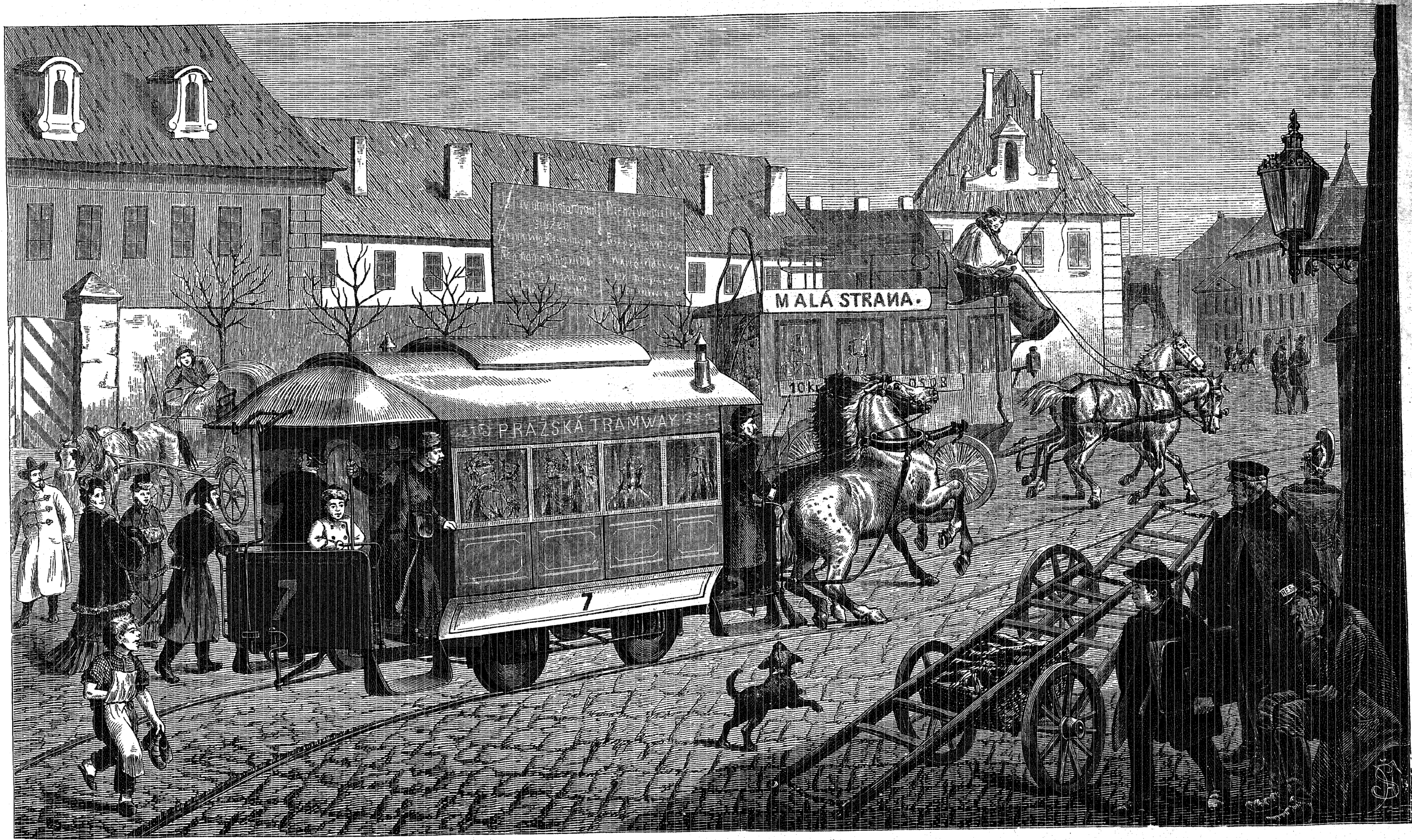
Tranvías de caballos en Praga en 1876

Los tranvías traccionados por caballos comenzaron a operar el 23 de septiembre de 1875 a lo largo de la ruta Karlín - Teatro Nacional, a través de la calle Národní Třída. El propietario y empresario de este camino fue Eduard Otlet, de Bélgica. Las vías estuvieron aproximadamente en la dirección de la línea B del metro de hoy. En 1876, las vías se extendieron al oeste del Teatro Nacional, a través del puente de las Legiones y  la calle Újezd a la estación de tren de Smíchov. En 1882 la red se extendió a Vinohrady y Žižkov. En ese tiempo, suburbios independientes de Praga, y que ahora se han incorporado a la ciudad. En 1883, el tamaño de toda la red era 19.43 kilómetros.

### Tranvías eléctricos

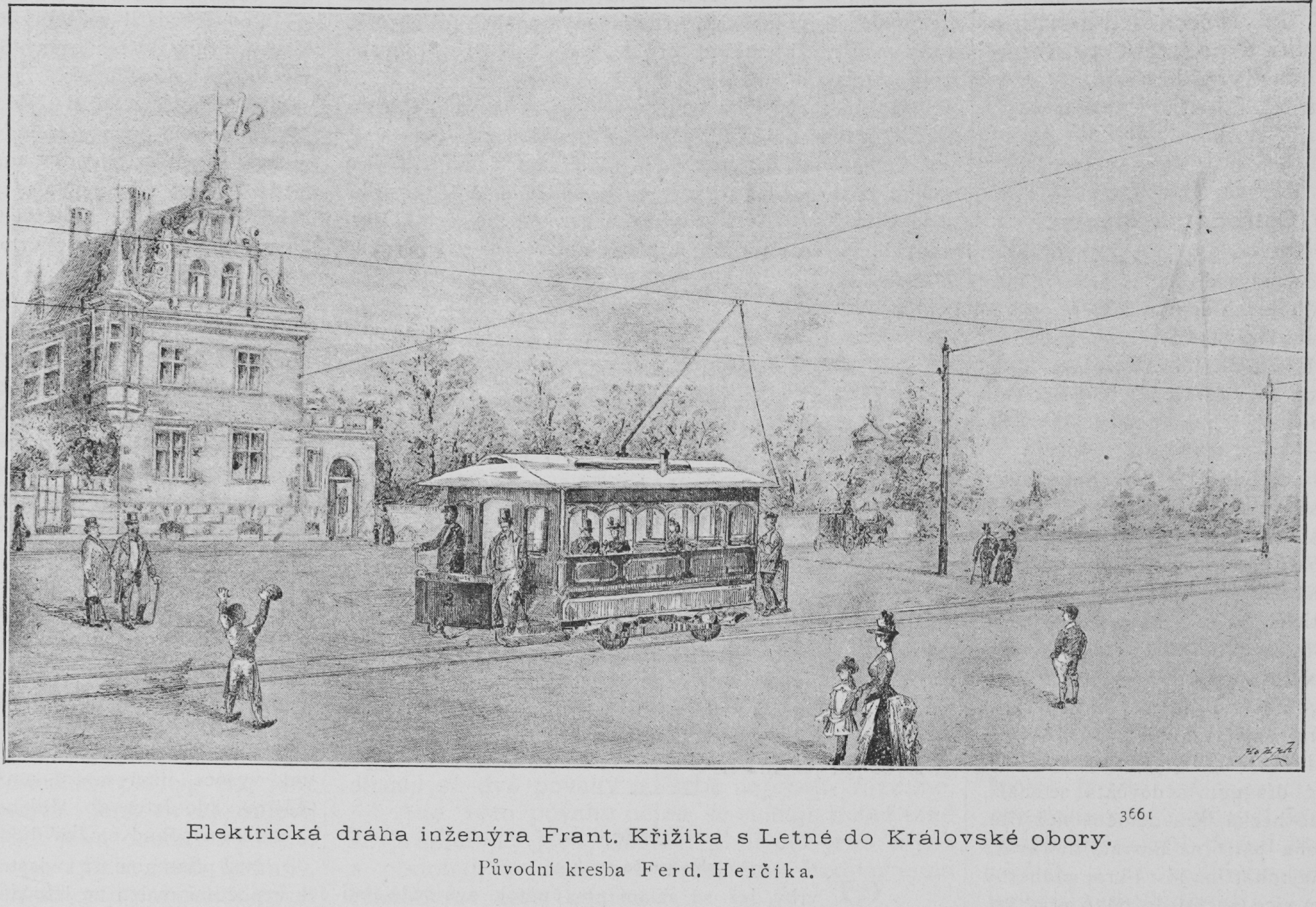
Un dibujo de 1890 que muestra el diseño para el primer tranvía eléctrico de Praga

En 1891 se inauguró la primera línea de tranvía eléctrica en Letná, un popular lugar de ocio en Praga. Esta línea conducía desde la terminal superior del Funicular de Letná hasta el pabellón de la Exposición del Jubileo por la calle Ovenecká. Después de dos años más, esta línea fue extendida a la villa del gobernador, una distancia adicional de 1.4 kilómetros. En 1896, el 19 de marzo, František Křižík abrió una segunda línea de tranvía más importante, que conduce de Florenc a Libeň y Vysočany, uniéndose los suburbios industriales de Praga con el área residencial en el centro.
En una continuación del crecimiento rápido de los tranvías de Praga, otra nueva línea fue abierta en 1897. Esta vez era una ruta suburbana de Smíchov a Košíře. Fue nombrado ferrocarril eléctrico Hlaváčkova. Más tarde, se abrió un nuevo ferrocarril de pasajeros en Královské Vinohrady. El tramo de Praga a Vinohrady abarcó 5,8 kilómetros, tuvo 17 estaciones y pasó por Nové Město (Ciudad Nueva).
A otro lado de la ciudad, gracias al ferrocarril arriba mencionado entre Anděl y Smíchov, permitió que el tranvía de Praga proporcionara un viaje entre Košíře y Vinohrady. En este momento es cuando se formaría la empresa municipal que gestionaría la red de tranvías, la Compañía de Transporte de Praga.
En 1898 el ferrocarril de tracción animal fue comprado por la compañía municipal. Debido a esto, la construcción de nuevas líneas comenzó junto con la electrificación de las pistas existentes.

### Principios delsigloXX

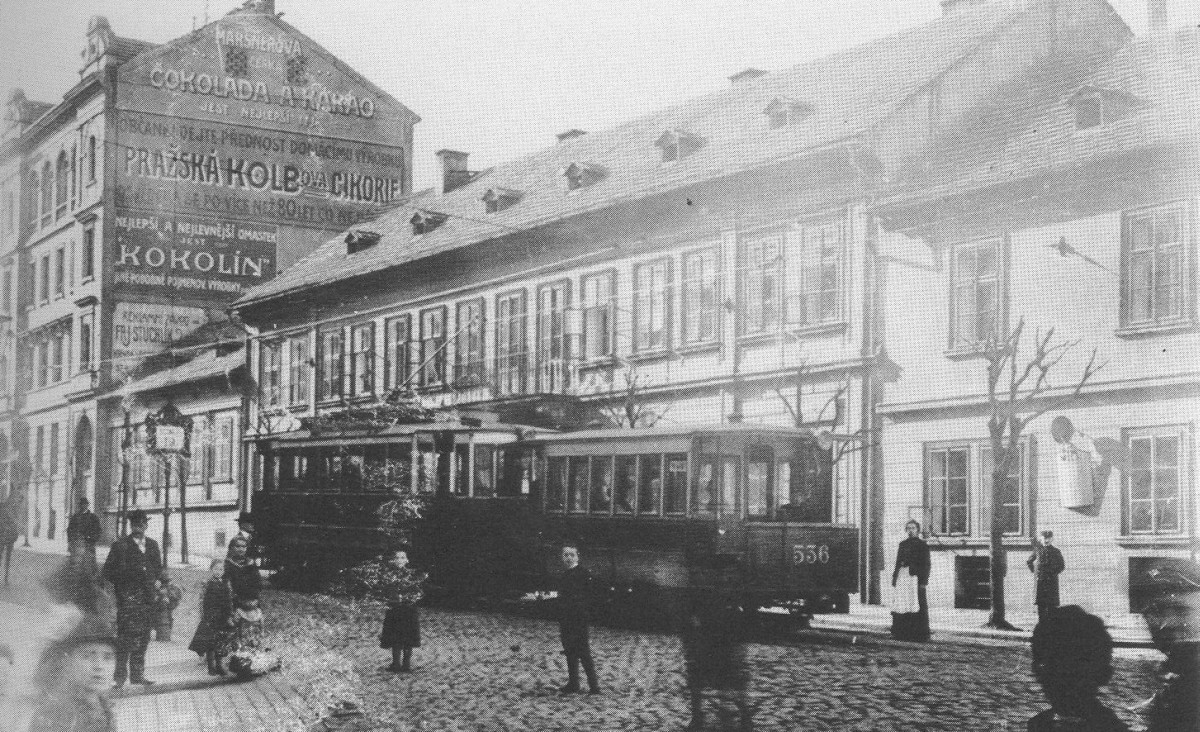
Tranvía con remolque en Praga a principios del siglo XX

A principios del siglo XX, se instituyó un monopolio para proporcionar transporte en la ciudad. Comenzó a electrificar el tranvía de tracción animal y pronto sus tranvías quedaron bajo el control de sus competidores las empresas eléctricas. A medida que crecía el monopolio, se hizo cargo de las rutas del resto de sus competidores privados. La última pista privada, la obra de František Křižík, fue traspasada a la ciudad en el año 1907. En 1905, las obras de electrificación fueron concluidad. Incluso la última ruta del tranvía de tracción animal a través del puente de Carlos fue electrificada en 1908.

### Primera Guerra Mundial

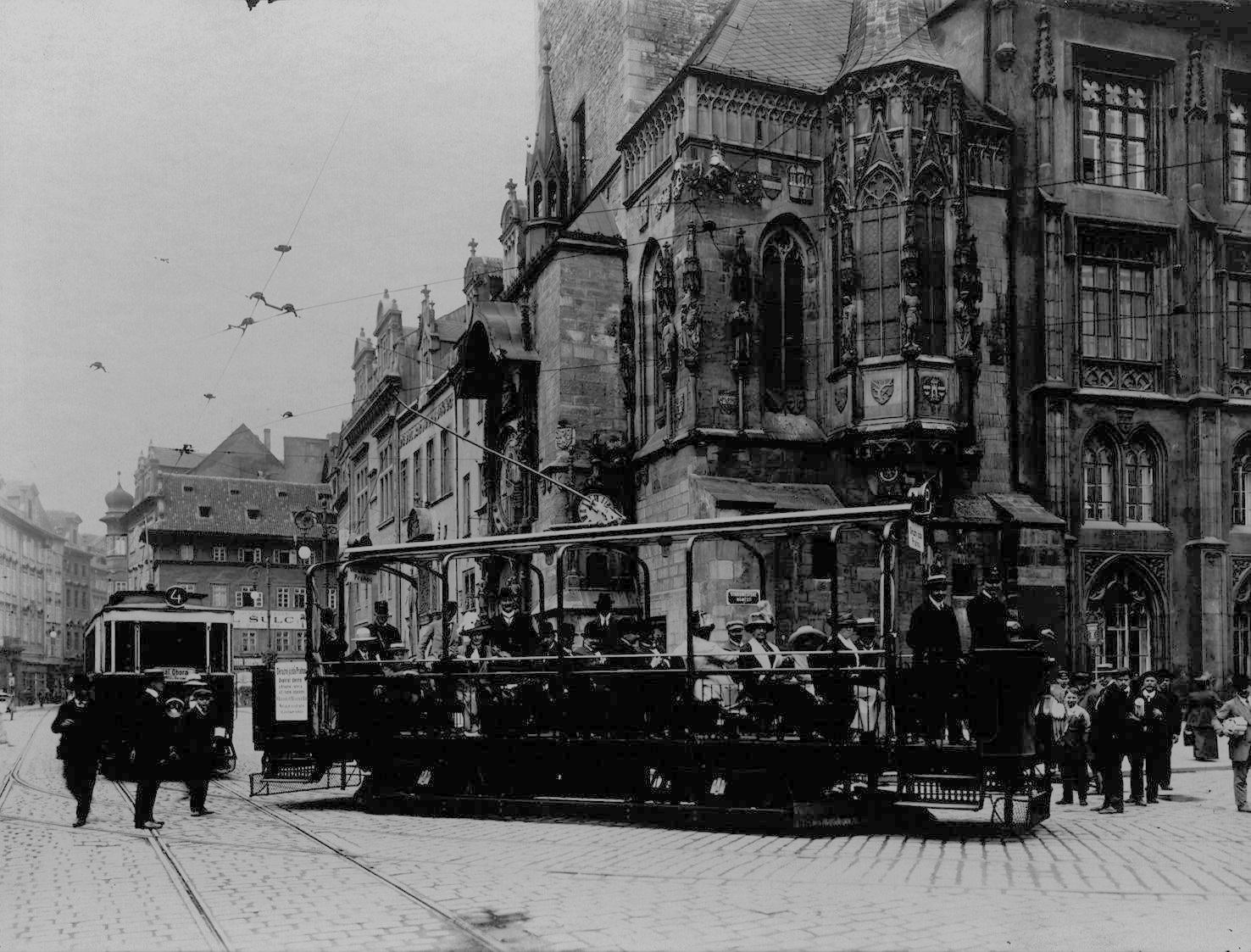
Un tranvía abierto en la plaza del casco antiguo, 1913

La guerra añadió una nueva tensión a la red de tranvías. La falta de suficiente transporte significó que los tranvías eran utilizados para transportar materiales de guerra, combustible, materias primas y alimentos. Además, la necesidad de municiones llevó a que algún tranvía se fundiera para su metal que se utilizaba para producir granadas y bombas, lo que provocó una disminución de sus capacidades. Esta presión llegaría a su fin cuando la recién nacida Primera República Checoslovaca firmó el tratado de paz.